# 메인 대 테일러 사건
메인 대 테일러 사건(Maine v Taylor)은 미국 연방대법원의 유명 판례이다.
미국 대법원이 휴면 상거래 조항의 "사실상 그 자체로는 무효의 규칙"에 예외가 있다고 판결한 사건이었다. 미국 대법원은 주 당국이 수입된 어류에 환경을 야기할 수 있는 "기생충 및 외래종"이 없을지 확신할 수 없기 때문에 타주 미끼 물고기의 수입을 금지하는 메인 주법이 합헌이라고 판결했다. 지역 생태계에 해를 끼친다. 차별법은 "가용한 비차별적 대안이 적절하게 제공할 수 없는 합법적인 지역적 목적"을 제공하는 경우에만 옹호될 수 있다고 다수 의견의 작성자인 블랙먼(Blackmun) 판사는 썼다. 필라델피아시 대 뉴저지 사건에서 법원은 이전에 뉴저지의 타주 고형 폐기물 금지가 국내 시장에서 해당 주의 거주자에게 명백한 차별적이어서 번복되었다고 판결했다.